# Nana Ioszeliani
Nana Ioszeliani (grúzul: ნანა იოსელიანი, a Szovjetunió idején: Nana Mihajlovna Ioszeliani, a nemzetközi szakirodalomban Nana Ioseliani) (Tbiliszi, 1962. február 12. –) grúz női sakkozó, nemzetközi mester (IM), női nagymester (WGM), kétszeres világbajnoki döntős, a Szovjetunió négyszeres női sakkbajnoka, ötszörös sakkolimpiai bajnok, kétszeres junior sakk-Európa-bajnok.
2003-ban befejezte aktív sakkpályafutását és azóta Prágában működtet saját vállalkozást.

## Sakkpályafutása

### Ifjúsági versenyeredményei
16 évesen megnyerte az 1978-ban Kikindán, valamint a következő évben, 1979-ben Kulában rendezett U20 korosztályos lány junior sakk-Európa-bajnokságot.

### Kiemelkedő versenyeredményei
Négy alkalommal nyerte meg a Szovjetunió női sakkbajnokságát: 1981-ben Nona Gaprindasvilivel holtversenyben, 1982-ben, 1986-ban és 1987-ben.
1989-ben Svájc nemzetközi nyílt bajnokságán egyetlen női résztvevőként a 3−4. helyet szerezte meg. 1990-ben Grúzia női sakkbajnokságán Ketevan Arakhamia-Granttal holtversenyben az 1−2. helyen végzett és ezüstérmet nyert. Ugyancsak holtversenyenyes 1−2. lett Hamburgban a Mephisto nemzetközi női versenyen. Az 1992-ben Belgrádban rendezett női nemzetközi nagymesterversenyen a 3−6. helyt szerezte meg. 1994-ben Prágában a mezőny egyetéen női résztvevőjeként megnyerte a nemzetközi mesterversenyt. 1999-ben Varsóban a 3. helyet szerezte meg a Wisla Hugart nyílt verseny női szekciójában.

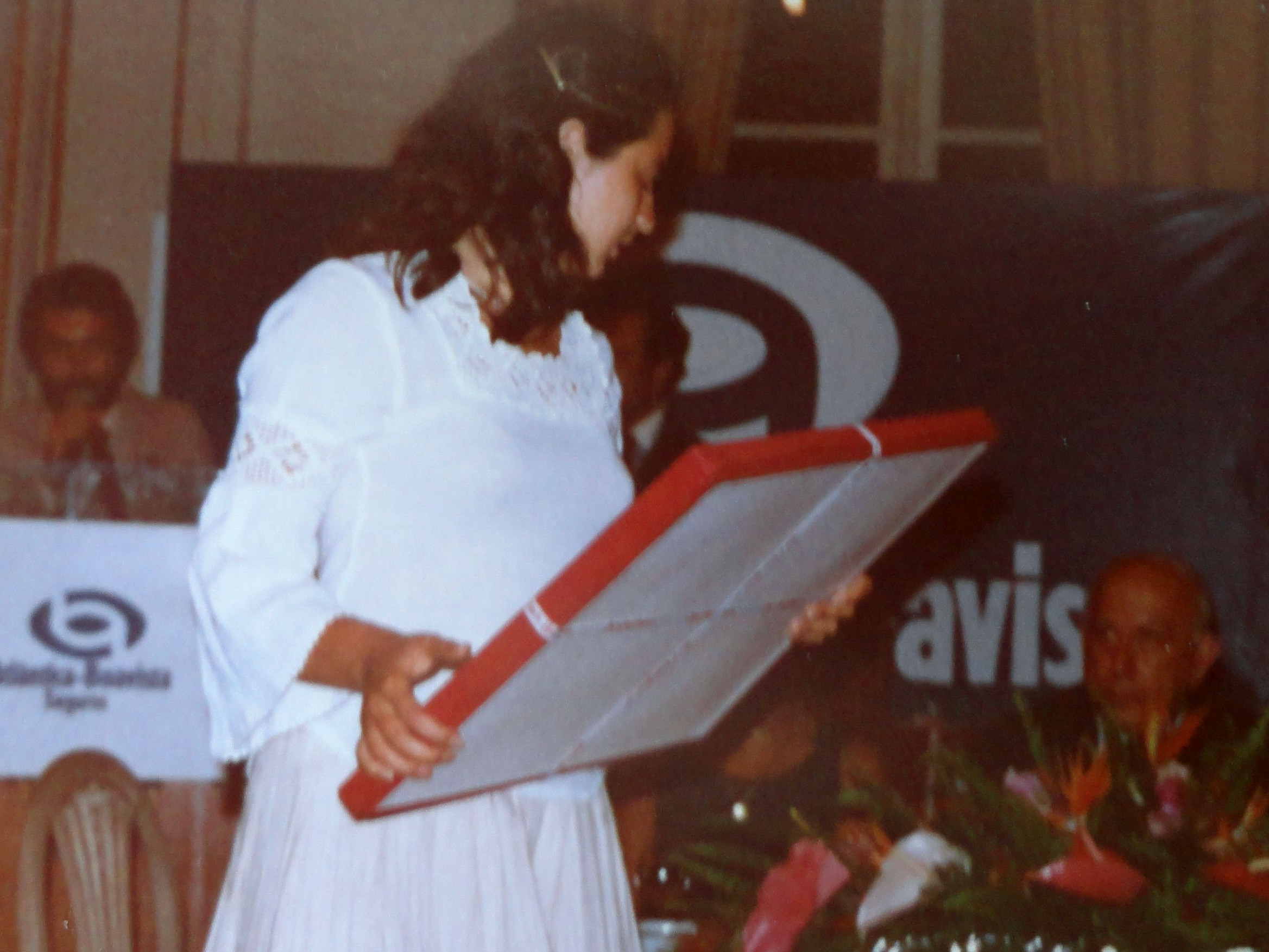
Nana Ioszeliani (a Rio de Janeiro-i zónaközi döntő győztese, 1979)

### Eredményei a világbajnokságokon
Az 1981-es sakkvilágbajnoki ciklusban 17 évesen, 1979-ben Rio de Janeiróban két és fél pont előnnyel nyerte a zónaközi döntőt, majd a világbajnokjelölti párosmérkőzések során előbb a magyar Verőci Zsuzsa ellen győzött 6−3-ra, majd az exvilágbajnok Nona Gaprindasvili ellen 7−7 arányban döntetlenül végzett, és mivel a továbbjutás kérdése a rájátszásban sem dőlt el, sorsolás döntött. Ez Ioszelianinak kedvezett, így ő játszhatott a világbajnokjelöltek döntőjében Nana Alekszandriával a világbajnok kihívásának jogáért. A mérkőzésüket Alekszandria 6,5−2,5 arányban nyerte, így ő mérkőzhetett meg Maia Csiburdanidzével a világbajnoki címért.
Az 1984-es sakkvilágbajnoki ciklusban az előző világbajnokjelölti verseny döntőseként közvetlenül a világbajnokjelölti párosmérkőzéseken indulhatott. A negyeddöntőben a kínai Liu Si-lan ellen 6−3-ra győzött, az elődöntőben azonban 5,5−4,5-re kikapott az ukrán Ligyija Szemjonovától.
Az 1986-os sakkvilágbajnoki ciklusban az 1985-ben Havannában rendezett zónaközi versenyen holtversenyben a 3−5. helyen végzett, rosszabb pontértékeléssel a 4. helyet szerezte meg, ezzel nem jutott a legjobb három közé, akik a világbajnokjelöltek párosmérkőzésén való indulásra szereztek jogot.
Az 1988-as sakkvilágbajnoki ciklusban 1987-ben Tuzlában megnyerte a zónaközi versenyt, majd 1988. januárban a grúziai Tsqaltubóban a világbajnokjelöltek körmérkőzéses versenyén Jelena Ahmilovszkajával holtversenyben végzett az élen. A holtversenyt eldöntő párosmérkőzést Ioszeliani nyerte, így ő szerzett jogot, hogy a világbajnoki címért megmérkőzzön a regnáló világbajnok Maia Csiburdanidzével.  Az 1988. szeptember−november között Tel Avivban rendezett világbajnoki döntőt Csiburdanidze nyerte, ezzel negyedszer is megvédte világbajnoki címét.
Az 1991-es sakkvilágbajnoki ciklusban az előző világbajnoki döntő résztvevőjeként közvetlenül a világbajnokjelölti versenyen indulhatott, amelyen ezúttal a 3−4. helyen végzett.
Az 1993-as sakkvilágbajnoki ciklusban 1991-ben Szabadkán rendezett svájci rendszerű zónaközi versenyen a 3. helyet szerezte meg, amellyel jogot szerzett a világbajnokjelöltek versenyén való indulásra. Az 1992. novemberben Sanghajban rendezett világbajnokjelöltek körmérkőzéses versenyén Polgár Zsuzsa mögött a második helyen végzett. A szabályok alapján kettejük között párosmérkőzés döntött arról, ki szerezhet jogot a világbajnok kihívására. A nyolcjátszmásra tervezett párosmérkőzés 4−4 arányú döntetlennel ért véget. Az első rájátszás két játszmája közül az elsőt Polgár Zsuzsa nyerte, a másodikat azonban elvesztette. A második rájátszás két játszmájában ugyanez történt. A szabályok szerint több rájátszásra nem került sor, hanem sorshúzással döntöttek. A szerencse Ioszelianinak kedvezett, így ő lehetett a világbajnok Hszie Csün kihívója.  Az 1993. októberben Monacóban rendezett világbajnoki döntőn Hszie Csün 8,5−2,5 arányban győzött, ezzel megvédte világbajnoki címét.
Az 1996-os sakkvilágbajnoki ciklusban az előző világbajnoki döntő résztvevőjeként közvetlenül a világbajnokjelölti versenyen indulhatott, amelyen a 7. helyen végzett.
Az 1999-es sakkvilágbajnoki ciklusban az 1995-ben Chișinăuban  rendezett svájci rendszerű zónaközi versenyen a 3. helyet szerezte meg, amellyel jogot szerzett a világbajnokjelöltek versenyén való indulásra. Az 1997. decemberben Groningenben rendezett világbajnokjelöltek kétfordulós körmérkőzéses versenyén a 3. helyet szerezte meg. A világbajnoki címért az első két helyezett vívhatott párosmérkőzést.
Az első ízben kieséses rendszerben rendezett 2000-es női sakkvilágbajnokságon a 3. körig jutott, ahol a román Corina Peptan ütötte el a továbbjutástól.
A 2001-es női sakkvilágbajnokságon már a második fordulóban búcsúzni kényszerült, miután vereséget szenvedett a lengyel Joanna Dworakowskától.

## Eredményei csapatban
1980−2002 között nyolc sakkolimpián vett részt, 1980-ban és 1982-ben a Szovjetunió válogatottjával nyert aranyérmet, 1980-ban egyéni teljesítményével is; Grúzia válogatottjával 1992-ben, 1994-ben és 1996-ban aranyérmes, 2000-ben ezüst-, 1998-ban bronzérmes lett. Egyéni teljesítményével 1992-ben egy arany- és egy bronz-, 1994-ben és 1996-ban összesen még három ezüstérmet, 2000-ben bronzérmet nyert.
1997-ben tagja volt a nemzeti sakkcsapatok Európa-bajnokságán aranyérmet szerző grúz válogatottnak, ahol emellett egyéni teljesítményével még egy arany- és egy ezüstérmet nyert.
A Bajnokcsapatok Európa-kupájában a román AEM-Luxten Timişoara csapatával 1999-ben ezüstérmes lett, és egyéni teljesítményével is ezüstérmet szerzett.
A Szovjetunió köztársaságainak csapatbajnokságán Grúzia válogatottjában 1981-ben bronz-, 1985-ben ezüstérmet szerzett, egyéni teljesítményével mindkét alkalommal aranyérmet szerzett.
A cseh extraligában a férfi csapatban harmadik táblán játszva 1997-ben bronzérmes, 2001-ben a nyolcadik táblán játszva aranyérmet nyert.